# I Got What It Takes
I Got What It Takes è un album di Koko Taylor, pubblicato dalla Alligator Records nel 1975. Il disco fu registrato nel 1975 al Sound Studios di Chicago, Illinois (Stati Uniti).

## Tracce
Lato A
1. Trying to Make a Living – 2:46 (Pubblico dominio)
2. I Got What It Takes – 3:42 (Willie Dixon)
3. Mama, He Treats Your Daughter Mean – 3:04 (Johnny Wallace, Herb Lance,Charlie Singleton)
4. Voodoo Woman – 3:46 (Koko Taylor)
5. Be What You Want to Be – 3:53 (Koko Taylor, Willie Dixon)
6. Honkey Tonkey – 2:54 (Koko Taylor)

Lato B
1. Big Boss Man – 3:57 (Al Smith, Luther Dixon)
2. Blues Never Die – 3:55 (Otis Spann)
3. Find a Fool – 3:59 (Denise Lasalle)
4. Happy Home – 3:15 (Joe Josea)
5. That's Why I'm Crying – 4:28 (Samuel Maghett (Magic Sam))

## Musicisti
- Koko Taylor - voce
- Mighty Joe Young - chitarra
- Sammy Lawhorn - chitarra
- Abb Locke - sassofono
- Bill Heid - tastiere
- Cornelius Boyson - basso
- Vince Chappelle - batteria[1][2]